# Riobamba
Riobamba (egentlig San Pedro de Riobamba) er provinshovedstad i den ecuadorianske provins Chimborazo. Riobamba er også navnet på et stift. Byen er et regionalt center for landbruget og den har omkring 130 000 indbyggere (2005). 
Riobamba er beliggende i det centrale Sierra regionen 2.750 meter over havets overflade. Mindre end 30 km sydøst for vulkanen Chimborazo, der med sine 6 310 meter er det højeste bjerg i Ecuador. Det er omgivet af tre andre bjergtoppe over 5.000 meters højde, herunder vulkan Tungurahua.
Byen er grundlagt i 1534, da den gamle by længere mod vest blev udslettet af et jordskælv.
1°40′23″S 78°38′54″V / 1.6731°S 78.6483°V